# Urlugal
Urlugal (sum. ur-lugal, tłum. „sługa króla”) lub Urnungal (sum. ur-nun-gal, tłum. „sługa wielkiego księcia”) – według „Sumeryjskiej listy królów” szósty władca tzw. I dynastii z Uruk, syn i następca słynnego Gilgamesza. Dotyczący go fragment brzmi następująco:
„Urlugal, syn Gilgamesza, panował przez 30 lat”
Wspomniany w tzw. „inskrypcji Tumal” jako ten, który „uczynił Tumal wspaniałym, wprowadził Ninlil do Tumal”.